# Wolfdietrich Schnurre
Wolfdietrich Schnurre, né à Francfort-sur-le-Main le 22 août 1920 et mort à Kiel le 9 juin 1989 , est un écrivain allemand.

## Biographie
Il est l’auteur de poésie, de nouvelles, de récits, de nouvelles et d’œuvres pour la jeunesse.
Il est l’un des membres fondateurs du Groupe 47.
Il obtient le prix Heinrich Böll en 1982 parmi de nombreux autres.
Il est membre de l'Académie allemande pour la langue et la littérature et du PEN club allemand.

## Œuvres traduites en français
- Notre ville [« Das Los unserer Stadt »], trad. de Maurice Beerblock, Paris, Éditions Gallimard, coll. « Du monde entier », 1962, 246 p. (BNF 37386094)
- Messages clandestins et nouveaux poèmes [« Kassiber »], trad. de Raoul Bécousse, Nieul-sur-Mer, France, Éditions Noah, 1986, 237 p. (BNF 34914512)
- La princesse arrive à quatre heures [« Die Prinzessin kommt um vier »], ill. de Rotraut Susanne Berner, trad. de Marion Graf, Paris, Éditions du Seuil, coll. « Jeunesse », 2001, 28 p.  (ISBN 2-02-048007-7)

Anthologie
- Wolfdietrich Schnurre, textes choisis et présentés par Raoul Bécousse et François Garros, Ahuy, France, Éditions Contre-temps, coll. « Critiques & textes », 1990, 61 p. (BNF 35861857)